# 宗座公報
《宗座公報》（拉丁語：Acta Apostolicae Sedis，缩写为）是圣座和梵蒂冈城国的憲報，由梵蒂岡出版社發行。一般每月一刊。
主要刊登教宗發出的公開文件（無論是直接或者經行政機關發出的）以及各項任命。前身是1865年出版的《聖座公報》，以目前名稱首發於1904年5月23日，教宗庇護十世當時在位。